# Басейн Фагур
Басейн Фагур — нафтогазоносний басейн у Західній пустелі Єгипта.

## Межі басейну
Наразі немає узгодженості відносно поширення басейнів на північному заході Єгипту. Зокрема, розташована приблизно посередині між містом МерсаМатрух та оазою Сіва група родовищ в окремих джерелах розглядається як південнозахідне продовження суббасейну Шушан, водночас, протягом 2010х років у офіційних повідомленнях щодо ведення тут діяльності з розвідки та розробки ця зона іменується басейном Фагур.

## Передумови виникнення басейну
На межі кам'яновугільного та пермського періодів від північносхідного узбережжя південної частини Пангеї відкололась смуга мікроконтинентів (Кіммерія), унаслідок чого сучасне північносхідне узбережжя Африки став омивати океан Неотетіс. Значно пізніше, у ранньому  та середньому юрському періоді, завершився розпад Пангеї на північну (Лавразія) та південну (Гондвана) частини. Паралельно з розколом між європейською та африканською плитами, зона контакту яких охоплювала сучасне північнозахідне узбережжя Африки, на північносхідному узбережжі останньої виникла зона рифтогенезу, яка розщеплювала докембрійський фундамент.
Під час трансгресії океану у середній та пізній юрі в рифтах відбувалось посилене осадонакопичення, зокрема, виникла формація Хататба. Наступна трансгресія, що припала на ранню крейду, призвела до появи формації АламЕльБуейб, яка також відіграє важливу роль у нафтогазоносності басейну Фагур.
Рифтогенез тривав до ранньої крейди, проте у підсумку затухнув та не призвів до розколу африканоаравійської плити. А у пізній крейді зіткнення аравійського краю цієї плити з внутрішньоокеанічним жолобом субдукції призвело до стискання рифтів та формування серії складчастих структур, які, зокрема, відповідають за нафтогазонакопичення в басейнах Західної пустелі (зона, у якій проходили ці процеси, відома як Сирійська арка).

## Нафтогазоносні геологічні формації
Основні запаси вуглеводнів басейну пов'язані із двома формаціями — ранньокрейдовою АламЕльБуейб та середньоюрською Хататба. АламЕльБуейб формувалась у мілководноморському та флювіальнодельтовому середовищі протягом неокому та апту, зокрема, її горизонти 3C, 3D та 3E відносяться до готерівського ярусу, 3G до валанжинського, 5 до беріаського, а 6 до беріаського чи навіть титонського (верхня юра).
Хататба, продуктивними горизонтами у якій є Нижня Сафа та Верхня Сафа, виникла у дельтових та мілководноморських умовах. В сусідньому басейні ШушанМатрух із Хататабою пов'язані передусім газоконденсатні родовища (зокрема, два найбільші родовища вуглеводнів в історії нафтогазовидобутку Західної пустелі — Каср та Обайєд), втім, для басейну Фагур характерна суттєво нижча температура, що розглядають як фактор переважної нафтоносності Хататби.
На ряді родовищ виявили нафтові поклади у більш глибоких відкладеннях палеозою, причому ці родовища розкидані по всьому басейну. Продуктивними є пісковики формацій Десукі (карбон) та   Шіффах (кембрій та докембрій).
Як нафтоматеринські породи для блоку Фагур (як і для більшості родовищ Західної пустелі Єгипту) розглядають відкладення все тієї ж Хататби, яка окрім пісковиків містить вугленосні сланці, багаті на біоматеріал. Втім, на думку частини дослідників, найбільш важливими нафтоматеринськими формаціями у цьому басейні є палеозойські формації Десукі, Дхіффах (карбон) та Зайтун (девон).

## Основні події в історії басейну
Наявність вуглеводнів у басейні Фагур виявили ще наприкінці 1980х років. Так, пробурена у 1989 році на заході басейну Khalda Petroleum (компаніяоператор, що на той час вже вела видобуток у сусідньому басейні Шушан) розвідувальна свердловина Faghur1X встановила нафтопрояви у ранньокрейдовій формації АламЕльБуейб. Приблизно у той же період в північносхідній частині басейну виявили ряд нафтових родовищ — Калабша, Нейт, Хекет (останнє відкрили в 1991му свердловиною Heqet1).
В 2006 році унаслідок спорудження свердловини Faghur1 ST1 (бічний стовбур згаданої вище Faghur1X) вдалось зробити нафтове відкриття у відкладах Хататби. Роботи знову проводила Khalda Petroleum, єдиним іноземним інвестором якої з 2001го була американська Apache. Після цього Apache розгорнула в басейні масштабну розвідувальну програму, що тривала до середини наступного десятиліття та мала своїм наслідком кілька десятків успішних розвідувальних свердловин. Інформація про результати тестування окремих свердловин, які були споруджені Khalda Petroleum, наведена у таблиці 1.
| Рік  | Свердловина    | Формація               | Нафта, барелів/доба | Газ, м3/доба |
| 2000 | Neith South1X  | Хататба                | 2778                | 0,13         |
| 2000 | Neith South3X  | Хататба                | 1170                | 0,04         |
| 2006 | Faghur1 ST1    | Хататба                |                     |              |
| 2008 | Heqet2         | Хататба                | 2100                |              |
| 2008 | WKALC1X        | Хататба                | 4746                | 0,12         |
| 2008 | Phiops1X       | Хататба                | 2278                | 0,15         |
| 2009 | WKALA1X        | АламЕльБуейб 3G        | 2906                | 0,45         |
| 2009 | Phiops5        | АламЕльБуейб 3E, 3G    | 8279                |              |
| 2010 | WKALA2X        | АламЕльБуейб 3C        | 5085                |              |
| 2010 | Neith2X        | АламЕльБуейб 3E        | 1192                |              |
| 2010 | Pepi1X         | Хататба                | 4216                | 0,14         |
| 2010 | Buchis South1X | АламЕльБуейб           | 1647                |              |
| 2010 | Faghur8X       | АламЕльБуейб           | 2992                |              |
| 2010 | WKALI1X        | Хататба                | 4554                | 0,29         |
| 2011 | Tayim West1X   | палеозой               | 3600                |              |
| 2011 | Siwa D1X       |                        | 4490                | 0,23         |
| 2011 | WKALI4         | Хататба                | 7150                | 0,32         |
| 2011 | Faghur North1X | Хататба/Десукі         | 1444                | 0,11         |
| 2011 | Faghur South1X | Хататба                | 2768                | 0,11         |
| 2011 | Huni1X         | АламЕльБуейб 3E        | 970                 |              |
| 2011 | Tayim South 1X | АламЕльБуейб           | 8196                |              |
| 2011 | Faghur Deep1X  | Хататба                | 6671                | 0,08         |
| 2011 | Neilos1X       | Хататба                | 4179                | 0,12         |
| 2012 | WKAL South1X   | АламЕльБуейб/Хататба   | 2244                | 0,12         |
| 2012 | WKALN1X        | АламЕльБуейб 6/Хататба | 4978                | 0,13         |
| 2013 | Narmer1X       | палеозой               | 1200                |              |
| 2013 | SIWA L1X       | Десукі                 | 2041                |              |
| 2013 | WKALT1X        | Хататба                | 2900                | 0,08         |
| 2013 | WKALN3X        | Хататба                | 3500                | 0,09         |
| 2013 | SIWAR1X        | Хататба                | 1900                |              |
| 2013 | Buchis W2X     | АламЕльБуейб 3D        | 1700                |              |
| 2014 | Ptah1X         | Шіффах                 | 2350                |              |
| 2015 | Berenice2*     | АламЕльБуейб 3E        | 3167                |              |
| 2018 | SIWA2L6*       | АламЕльБуейб 5         | 5100                |              |

* Середньоденний дебіт протягом 30 діб після введення в експлуатацію
Наслідком успішної розвідки стало стрімке зростання видобутку. Так, якщо у першому кварталі 2010го Khalda Petroleum отримувала в басейні Фагур 9 тисяч барелів на добу, то вже влітку того ж року цей показник досягнув 24 тисяч барелів, а завершення кількох інфраструктурних проектів мало дозволити збільшити видобуток до 40 тисяч барелів на добу.
У другій половині 2010х до розвідки приєдналась італійська Eni, яка володіє правами на концесію South West Meleiha (заходить на південний схід басейну Фагур). Пробурена в 2018 році до глибини у 5090 метрів свердловина SWM A2X виявила нафтовий поклад у пісковиках палеозойської формації Десукі та показала результат у 2300 барелів на добу. Того ж року Eni оголосила про друге відкриття, яке стало результатом спорудження свердловина SWM B1X. Остання досягнула глибини у 4522 метра та видала приплив із тієї саме Десукі на рівні 5130 барелів нафти на добу. Вже у 2019му Eni почала видобуток на блоці South West Meleiha, а в 2020му після підключення нової успішної свердловини SWMA6X із дебітом біля 5000 барелів на добу загальний добовий видобуток блоку сягнув 12 тисяч барелів. Крім того, в 2019 та 2020 роках Eni повідомляла про відкриття газоконденсатних покладів у свердловинах SWMA1X та SWMA3X.

## Інфраструктура басейну
На першому етапі розробки басейну Фагур у його північносхідній частині спорудили ланцюжок нафтопроводів, які забезпечували видачу продукції до родовища Хепрі у сусідньому басейні Шушан:
- між родовищами Некет та Нейт довжиною 10 км і діаметром 100 мм;
- між родовищами Нейт та Калабша довжиною 15 км і діаметром 150 мм;
- від родовища Калабша до Хепрі довжиною 33 км та діаметром 150 мм.

З Хепрі нафта по трубопроводу довжиною 20 км та діаметром 200 мм потрапляла на родовище Умбарака, від якого транспортувалась до терміналу Мелейха, звідки починається головний нафтопровід до терміналу ЕльХамра.
Із виявленням у 2000х роках нових родовищ у західній частині басейну проклали ряд нових нафтопроводів:
- двонитковий довжиною 12 км та діаметром 100 мм між родовищами WKALC та Фагур;
- довжиною 16,5 км та діаметром 150 мм між Фагур та місцем врізки у лінію від родовища WKALI;
- довжиною 18,5 км та діаметром 200 мм між родовищами WKALI та Калабша (врізка зазначеної вище лінії від Фагур знаходиться за 12 км від Калабша);
- довжиною 12 км між родовищем WKALA та Калабша;
- двонитковий довжиною 5 км та діаметром 150 мм між родовищем Піопі та Калабша;
- другу нитку між Калабша та Хепрі діаметром 300 мм і такою саме довжиною 33 км.

Для видачі попутного газу, який отримують під час розробки родовищ басейну Фагур, проклали кілька трубопроводів до установки підготовки газу УмбаракаПівдень (знаходиться на тому ж родовищі Хепрі):
- довжиною 33 км та діаметром 200 мм від Калабша;
- довжиною 55 км та діаметром 200 мм від сепаратору родовища WKALI (на своєму шляху підбирає ресурс із сепаратору родовища WKALA);
- діаметром 200 мм від родовища Фагур до Калабша.[39][40]